# Xoridesopus fuscatus
Xoridesopus fuscatus är en stekelart som beskrevs av Gupta 1983. Xoridesopus fuscatus ingår i släktet Xoridesopus och familjen brokparasitsteklar. Inga underarter finns listade i Catalogue of Life.